# Stephostethus kashmirensis
Stephostethus kashmirensis es una especie de coleóptero de la familia Latridiidae.

## Distribución geográfica
Habita en Kashmir.